# Belgique aux Jeux olympiques d'été de 2000
La Belgique participe aux Jeux olympiques d'été de 2000 à Sydney en Australie. Il s'agit de sa 22e participation à des Jeux d'été. 
Il y remporte cinq médailles : deux en argent et trois en bronze, se situant à la cinquante-cinquième place des nations au tableau des médailles. La judokate Ulla Werbrouck est la porte-drapeau d'une délégation belge comptant 68 sportifs (36 hommes et 32 femmes).

## Nombre d'athlètes qualifiés par sport
Voici la liste des qualifiés et sélectionnés Belges par sport (remplaçants compris) :
| Sport       | Hommes | Femmes | Total |
| ----------- | ------ | ------ | ----- |
| Athlétisme  | 6      | 3      | 9     |
| Aviron      | 4      | 0      | 4     |
| Badminton   | 1      | 0      | 1     |
| Canoë-kayak | 1      | 0      | 1     |
| Cyclisme    | 10     | 3      | 13    |
| Équitation  | 4      | 1      | 5     |

## Médaillés
| Médaille | Nom                               | Sport    | Compétition   |
| -------- | --------------------------------- | -------- | ------------- |
| Argent   | Filip Meirhaeghe                  | Cyclisme | Cross-country |
| Argent   | Etienne De Wilde, Matthew Gilmore | Cyclisme | Américaine    |
| Bronze   | Ann Simons                        | Judo     | -48 kg        |
| Bronze   | Gella Vandecaveye                 | Judo     | -63 kg        |
| Bronze   | Els Callens, Dominique Van Roost  | Tennis   | Double        |

## Athlétisme
| Athlète          | Épreuve     | Séries         | Séries | Quarts de finale | Quarts de finale | Demi-finales | Demi-finales | Finale  | Finale  |
| Athlète          | Épreuve     | Temps          | Rang   | Temps            | Rang             | Temps        | Rang         | Temps   | Rang    |
| ---------------- | ----------- | -------------- | ------ | ---------------- | ---------------- | ------------ | ------------ | ------- | ------- |
| Nathan Kahan     | 800 m       | 1 min 47 s 69  | 6e     | Eliminé          | Eliminé          | Eliminé      | Eliminé      | Eliminé | Eliminé |
| Mohammed Mourhit | 5 000 m     | DNS            | /      | Eliminé          | Eliminé          | Eliminé      | Eliminé      | Eliminé | Eliminé |
| Mohammed Mourhit | 10 000 m    | 27 min 45 s 75 | 4e     | Non disputé      | Non disputé      | Non disputé  | Non disputé  | DNF     | /       |
| Jonathan N'Senga | 110 m haies | 13 s 57        | 3e     | 13 s 73          | 6e               | Eliminé      | Eliminé      | Eliminé | Eliminé |

| Athlète       | Épreuve          | Qualification | Qualification | Finale      | Finale  |
| Athlète       | Épreuve          | Performance   | Rang          | Performance | Rang    |
| ------------- | ---------------- | ------------- | ------------- | ----------- | ------- |
| Thibaut Duval | Saut à la perche | 5,55 m        | 22e           | Eliminé     | Eliminé |
| Erik Nys      | Saut en longueur | 7,52 m        | 37e           | Eliminé     | Eliminé |
| Jo Van Daele  | Lancer du disque | 60,93 m       | 22e           | Eliminé     | Eliminé |

### Femmes
| Athlète           | Épreuve  | Séries        | Séries      | Quarts de finale | Quarts de finale | Demi-finales  | Demi-finales | Finale  | Finale  |
| Athlète           | Épreuve  | Temps         | Rang        | Temps            | Rang             | Temps         | Rang         | Temps   | Rang    |
| ----------------- | -------- | ------------- | ----------- | ---------------- | ---------------- | ------------- | ------------ | ------- | ------- |
| Sandra Stals      | 800 m    | 2 min 02 s 33 | 4e          | Eliminé          | Eliminé          | Eliminé       | Eliminé      | Eliminé | Eliminé |
| Veerle Dejaeghere | 1 500 m  | 4 min 10 s 68 | 4e          | Non disputé      | Non disputé      | 4 min 07 s 87 | 6e           | Eliminé | Eliminé |
| Marleen Renders   | 10 000 m | DNS           | /           | Eliminé          | Eliminé          | Eliminé       | Eliminé      | Eliminé | Eliminé |
| Marleen Renders   | Marathon | Non disputé   | Non disputé | Non disputé      | Non disputé      | Non disputé   | Non disputé  | DNF     | /       |

## Aviron

### Hommes
| Athlète(s)                                                | Compétition      | Série         | Série | Repêchage     | Repêchage | Demi-finale   | Demi-finale | Finale                 | Finale |
| Athlète(s)                                                | Compétition      | Temps         | Rang  | Temps         | Rang      | Temps         | Rang        | Temps                  | Rang   |
| --------------------------------------------------------- | ---------------- | ------------- | ----- | ------------- | --------- | ------------- | ----------- | ---------------------- | ------ |
| Stijn Smulders Arnaud Duchesne Luc Goiris Bjorn Hendrickx | Quatre de couple | 5 min 56 s 79 | 4e    | 6 min 10 s 11 | 3e        | 5 min 56 s 36 | 5e          | Finale B 5 min 54 s 17 | 3e     |

## Badminton

### Hommes
| Athlète      | Compétition   | 1/32 de finale       | 1/16 de finale   | 1/8 de finale    | Quarts de finale | Demi-finales     | Finale           | Finale 3eplace   | Rang    |
| Athlète      | Compétition   | Adversaire Score     | Adversaire Score | Adversaire Score | Adversaire Score | Adversaire Score | Adversaire Score | Adversaire Score | Rang    |
| ------------ | ------------- | -------------------- | ---------------- | ---------------- | ---------------- | ---------------- | ---------------- | ---------------- | ------- |
| Ruud Kuijten | Simple hommes | Défaite Jonassen 0-2 | Eliminé          | Eliminé          | Eliminé          | Eliminé          | Eliminé          | Eliminé          | Eliminé |

## Canoe-Kayak

### Course en ligne

#### Hommes
| Athlète    | Compétition | Éliminatoires  | Éliminatoires | Demi-finales   | Demi-finales | Finale A | Finale A |
| Athlète    | Compétition | Temps          | Rang          | Temps          | Rang         | Temps    | Rang     |
| ---------- | ----------- | -------------- | ------------- | -------------- | ------------ | -------- | -------- |
| Bob Maesen | K1 1000m    | 3 min 37 s 587 | 3e            | 3 min 43 s 147 | 5e           | Eliminé  | Eliminé  |

## Cyclisme

### Route

#### Homme
| Athlète           | Compétition     | Temps           | Rang |
| ----------------- | --------------- | --------------- | ---- |
| Peter Van Petegem | Course en ligne | 5 h 36 min 14 s | 78e  |
| Rik Verbrugghe    | Course en ligne | 5 h 30 min 46   | 70e  |
| Marc Wauters      | Course en ligne | 5 h 30 min 46 s | 66e  |
| Nico Mattan       | Course en ligne | 5 h 30 min 46 s | 32e  |
| Axel Merckx       | Course en ligne | 5 h 30 min 37 s | 12e  |

#### Femmes
| Athlète             | Compétition     | Temps           | Rang |
| ------------------- | --------------- | --------------- | ---- |
| Vanja Vonckx        | Course en ligne | 3 h 12 min 40 s | 40e  |
| Cindy Pieters       | Course en ligne | 3 h 06 min 31 s | 20e  |
| Heidi Van de Vijver | Course en ligne | 3 h 06 min 31 s | 8e   |

### Piste

#### Hommes
| Athlète                          | Compétition           | Points | Rang              |
| -------------------------------- | --------------------- | ------ | ----------------- |
| Matthew Gilmore                  | Course aux points     | 6      | 15e               |
| Etienne De Wilde Matthew Gilmore | Course à l'américaine | 22     | Médaille d'argent |

### BMX

#### Hommes
| Athlète              | Compétition   | Temps              | Rang              |
| -------------------- | ------------- | ------------------ | ----------------- |
| Peter Van Den Abeele | Cross-country | DNF                | /                 |
| Roel Paulissen       | Cross-country | 2 h 16 min 54 s 82 | 19e               |
| Filip Meirhaeghe     | Cross-country | 2 h 10 min 05 s 51 | Médaille d'argent |

## Equitation
| Athlète                                                                   | Compétition                 | Pénalités | Rang |
| ------------------------------------------------------------------------- | --------------------------- | --------- | ---- |
| Bruno Goyens de Heusch                                                    | Concours complet            | DNF       | /    |
| Karin Donckers Carl Bouckaert Constantin Van Rijckevorsel Kurt Heyndrickx | Concours completpar équipes | 2121.20   | 9e   |